# Hełm garnczkowy

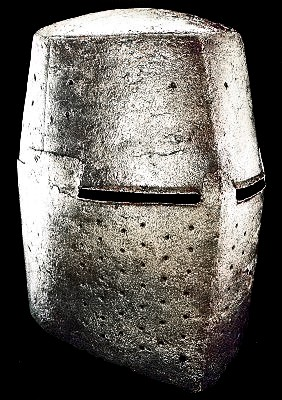
Hełm garnczkowy starszego typu z dwiema szparami wzrokowymi

Hełm garnczkowy (hełm wielki) – rodzaj średniowiecznego hełmu typu zamkniętego, charakteryzującego się cylindrycznym dzwonem o znacznych rozmiarach, zakrywającym całą głowę.

## Historia
Wykształcił się na przełomie XII i XIII wieku. Nazwa pochodzi od jego formy, przypominającej odwrócony garnek. Był wykonywany z nitowanych płyt stalowych, wzmacnianych metalowymi obręczami. Hełm taki nie posiadał ruchomej zasłony twarzy, a jedynie długie i wąskie szpary wzrokowe (tak zwane wizury) oraz kilkanaście małych otworów oddechowych. Hełm całkowicie chronił głowę, sięgając dolną krawędzią do ramion. Do końca XIII wieku hełm garnczkowy miał kształt cylindryczny z płaską górną częścią dzwonu. Później uzyskał kształt kopulasty, co powodowało ześlizgnięcie się po nim broni przy uderzeniach z góry. Z biegiem czasu zaczęła się wyróżniać wyraźna pionowa grań z przodu.
Hełm był wyposażony w wewnętrzne wyściełanie, dzięki któremu można go było zakładać na gołą głowę. Wiązano go rzemieniami pod brodą lub noszono na czepcu kolczym bez wyściełania. Wówczas ucisk czepca i hełmu łagodziła czapeczka znajdująca się pod czepcem, pełniąca funkcję wyściełania.
Ponieważ hełm garnczkowy całkowicie zasłaniał głowę i twarz rycerza, uniemożliwiając jego rozpoznanie, zaczęto na szczycie hełmu umieszczać klejnot – znak rozpoznawczy rycerza. Zobrazowanie hełmu wraz z klejnotem rycerskim stało się jednym z elementów herbu. Ze względu na duży ciężar hełm garnczkowy często opierał się na ramionach, a nie na głowie (wersje XIV-wieczne). Ponieważ znacznie ograniczał pole widzenia, zakładany był bezpośrednio przed walką. Pod hełm dodatkowo zakładano kaptur kolczy i hełm sekretny lub (w późniejszym czasie) hełm typu łebka.
W Polsce hełm garnczkowy zaczęto używać pod koniec XII wieku, a powszechnie przyjął się w Polsce około połowy XIII wieku.
Ewolucja hełmu garnczkowego w postaci hełmu wielkiego używana była do końca XIV wieku, w ostatnich etapach tylko do celów turniejowych i paradnych. Hełm został wyparty przez przyłbicę, wykształconą w pierwszej połowie XIV wieku.

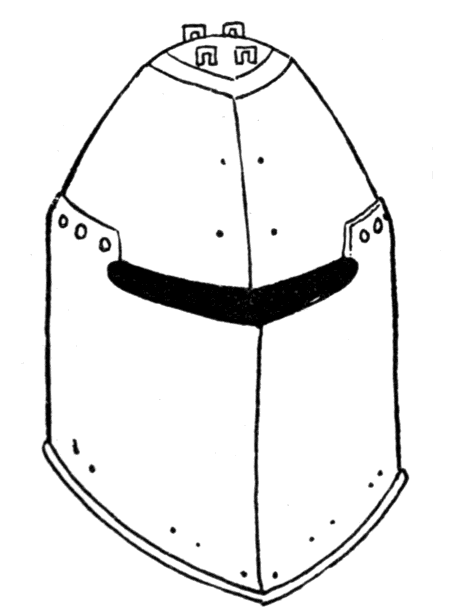
Hełm garnczkowy młodszego typu (kopulasty dzwon)[1] z jedną szparą wzrokową
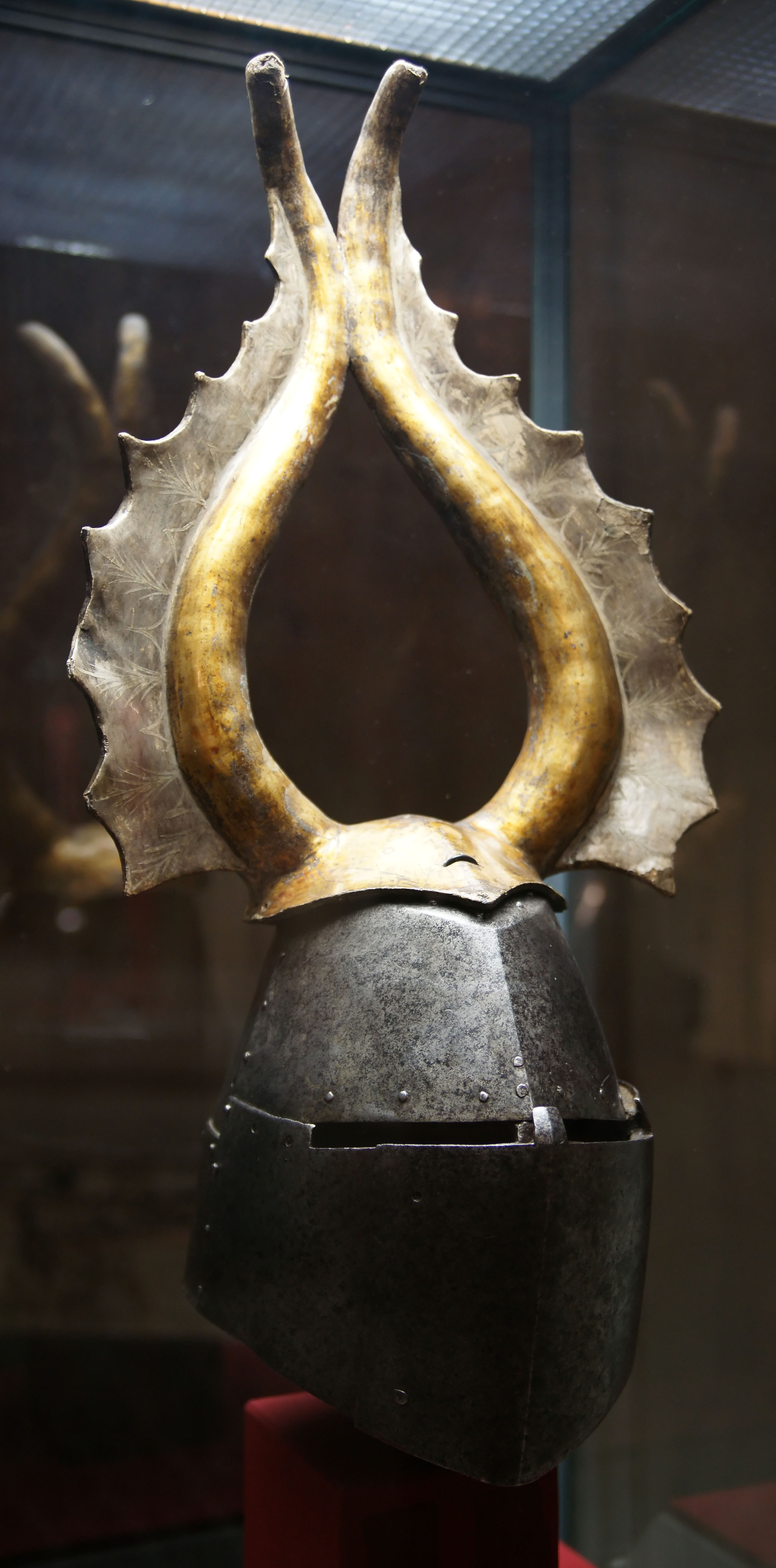
Hełm garnczkowy z klejnotem